# Jazz in Marciac
Pour les articles homonymes, voir JIM.
Jazz in Marciac (JIM) est un festival de jazz créé en 1978 à l'initiative d'une poignée d'amateurs, à la suite d'un concert de Bill Coleman se déroulant sur une période de trois semaines, généralement de fin juillet à mi-août, à Marciac en France.
En accueillant des dizaines de milliers de spectateurs chaque année, il est un des plus importants festivals de jazz ,.
Pendant le festival, la place principale qui a conservé ses arcades médiévales accueille en son centre le festival off (gratuit) sous une tente. Les concerts ont lieu le soir sous un chapiteau géant comptant entre 5 000 et 6 000 places. De nombreux restaurants du village ou des tavernes installées pour l'occasion proposent des repas accompagnés de musiciens.
Wynton Marsalis, trompettiste et ambassadeur attitré du festival (à la suite de Bill Coleman et Guy Lafitte) est présent à chaque édition depuis 1991. Il a écrit une Marciac Suite. Une statue à son effigie a été érigée sur le pavillon de la salle de Spectacle l'Astrada.
La quarante-troisième édition, initialement prévue du 24 juillet au 15 août 2020, est annulée le 22 avril par le comité d'organisation du festival, en raison de la pandémie de coronavirus,

## Histoire
En 1978, sur l'impulsion de Jean-Louis Guilhaumon et André Muller, le Foyer des jeunes et de l'éducation populaire de Marciac organise un festival de jazz New-orleans d'une journée se terminant par un concert de Claude Luter dans les arènes.
En 1979, le festival passe à trois jours et invite les musiciens Guy Lafitte et Bill Coleman, tous les deux résidents du Gers. Les concerts ont alors lieu dans un entrepôt situé à l'orée du bourg.
Au fil des années, le festival, restant fidèle au jazz New-orléans et traditionnel se diversifie : des concerts sont organisés dans la rue ou lors de messes gospels  et des partenariats avec la coopérative viticole du Plaimont sont menés.
En 1984 apparaît la scène du chapiteau d'une capacité de plusieurs milliers de places : il s'agit d'abord d'un chapiteau de cirque qui est remplacé, à partir des années 2000, par un barnum de 100 mètres de long pouvant accueillir 6 000 places assises .
En 1992, le festival passe à huit jours puis à 16 soirées en 2009.
Depuis l'inauguration de la salle de l'Astrada en mai 2011, Jazz In Marciac propose également une saison culturelle en dehors des trois semaines de festival.

## Fréquentation et dates
| Dates                     | Nb soirées | Festivaliers | Entrées payantes | Nb bénévoles |
| ------------------------- | ---------- | ------------ | ---------------- | ------------ |
| 13 août 1978              | 1          |              |                  |              |
| 17 août – 19 août 1979    | 3          |              |                  |              |
| 15 août – 17 août 1980    |            |              |                  |              |
| 14 août – 16 août 1981    |            |              |                  |              |
| 13 août – 15 août 1982    |            |              |                  |              |
| 12 août – 14 août 1983    |            |              |                  |              |
| 10 août – 12 août 1984    |            |              |                  |              |
| 15 août – 17 août 1985    |            |              |                  |              |
| 14 août – 16 août 1986    |            |              |                  |              |
| 11 août – 15 août 1987    |            |              |                  |              |
| 9 août – 14 août 1988     |            |              |                  |              |
| 11 août – 15 août 1989    |            |              |                  |              |
| 10 août – 15 août 1990    |            |              |                  |              |
| 13 août – 17 août 1991    |            |              |                  |              |
| 8 août – 15 août 1992     |            |              |                  |              |
| 9 août – 15 août 1993     |            |              |                  |              |
| 9 août – 15 août 1994     |            |              |                  |              |
| 7 août – 15 août 1995     |            |              |                  |              |
| 9 août – 17 août 1996     |            |              |                  |              |
| 8 août – 16 août 1997     |            |              |                  |              |
| 7 août – 15 août 1998     |            |              |                  |              |
| 6 août – 14 août 1999     |            |              |                  |              |
| 4 août – 14 août 2000     |            |              |                  |              |
| 3 août – 14 août 2001     |            | 170 000      | environ 38 500   | plus de 650  |
| 2 août – 14 août 2002     |            | 180 000      | environ 50 000   |              |
| 2 août – 14 août 2003     |            |              |                  |              |
| 1er août – 13 août 2004   |            |              |                  |              |
| 1er août – 13 août 2005   |            |              |                  | environ 600  |
| 31 juillet – 12 août 2006 |            |              |                  |              |
| 30 juillet – 13 août 2007 |            |              |                  |              |
| 1er août – 16 août 2008   |            |              |                  |              |
| 30 juillet – 15 août 2009 |            |              | 63 080           |              |
| 30 juillet – 14 août 2010 |            | 225 000      | 69 163           | 925          |
| 29 juillet – 14 août 2011 |            |              | 68 110           | 860          |
| 27 juillet – 14 août 2012 |            |              | 61 186           | 873          |
| 26 juillet – 15 août 2013 | 16         |              | 59 912           | 871          |
| 27 juillet – 18 août 2014 |            | 260 000      | 55 970           |              |
| 27 juillet – 16 août 2015 | 17         |              | 52 800           |              |
| 29 juillet – 15 août 2016 |            | 250 000      | 52 218           |              |
| 28 juillet – 15 août 2017 |            | 242 000      |                  |              |
| 27 juillet – 15 août 2018 | 18         |              | 64 004           |              |
| 25 juillet – 15 août 2019 |            |              | 58 769           |              |
| 2020                      | Annulé     | 0            | 0                | 0            |
| 24 juillet – 7 août 2021  | 12         |              | environ 25 000   | environ 600  |
| 22 juillet – 6 août 2022  |            |              |                  |              |
| 20 juillet – 6 août 2023  |            |              |                  |              |
| 18 juillet – 4 août 2024  |            |              |                  |              |

Lors du concert de Carlos Santana en 2018, le chapiteau a pu accueillir plus de 10 000 personnes.
La moitié des festivaliers viennent du Sud-Ouest, le reste venant principalement d'Île-de-France, ainsi que de l'étranger pour 10 % d'entre eux.
La chambre régionale des comptes de Midi-Pyrénées dans un rapport de 2015 révèle que la méthode de comptabilisation des festivaliers n'est pas fiable et serait sur-évaluée.

## Fonctionnement
D'abord organisé par le Foyer des jeunes et de l'éducation populaire (FJEP) de Marciac, Jazz In Marciac s'est juridiquement constitué comme association loi de 1901 en 1988. Elle dispose d'un budget de 3,3 millions d'euros en 2010, de 3,5 millions d'euros en 2015 et de 3,8 millions d'euros en 2018.
La gouvernance de l'association fortement centralisée autour de son président, Jean-Louis Guilhaumon, cumulant les casquettes de « directeur, directeur artistique, ambassadeur auprès des partenaires institutionnels et privés, directeur de la communication » mais également avec des responsabilités d'élu étant maire de Marciac depuis 1995 et conseiller régional d'Occitanie chargé du Tourisme en 2004, a été critiquée par la chambre régionale des comptes de Midi-Pyrénées dans un rapport de 2015.

## Impact économique
En 2007, la CCI du Gers évaluait les retombée économiques à 7 millions d’euros. En 2014, elles seraient entre 9,2  et 19,2 millions d'euros pour le pays du Val d'Adour. Un rapport daté de 2015 de la Chambre régionale des comptes de Midi-Pyrénées interroge la fiabilité de ces chiffres.

## Programmation
Ce festival a accueilli de nombreux musiciens de renommée internationale tels que :
- Joan Baez
- George Benson
- Art Blakey
- Dee Dee Bridgewater
- Ray Charles
- Joe Cocker
- Avishai Cohen
- Bill Coleman
- Chick Corea
- Ibrahim Ferrer
- Richard Galliano
- Stan Getz
- Dizzy Gillespie
- Stéphane Grappelli
- Lionel Hampton
- Herbie Hancock
- Hiromi
- The Jackson Five
- Ahmad Jamal
- Al Jarreau
- Keith Jarrett
- Diana Krall
- Biréli Lagrène
- Eddy Louiss
- Ibrahim Maalouf
- Wynton Marsalis
- Brad Mehldau
- Pat Metheny
- Marcus Miller
- le Modern Jazz Quartet
- Youn Sun Nah
- Gerry Mulligan
- Joe Pass
- Oscar Peterson
- Michel Petrucciani
- Dianne Reeves
- Nile Rodgers & Chic
- Sonny Rollins
- Carlos Santana
- Wayne Shorter
- Nina Simone
- Sting
- John Zorn

## Galerie

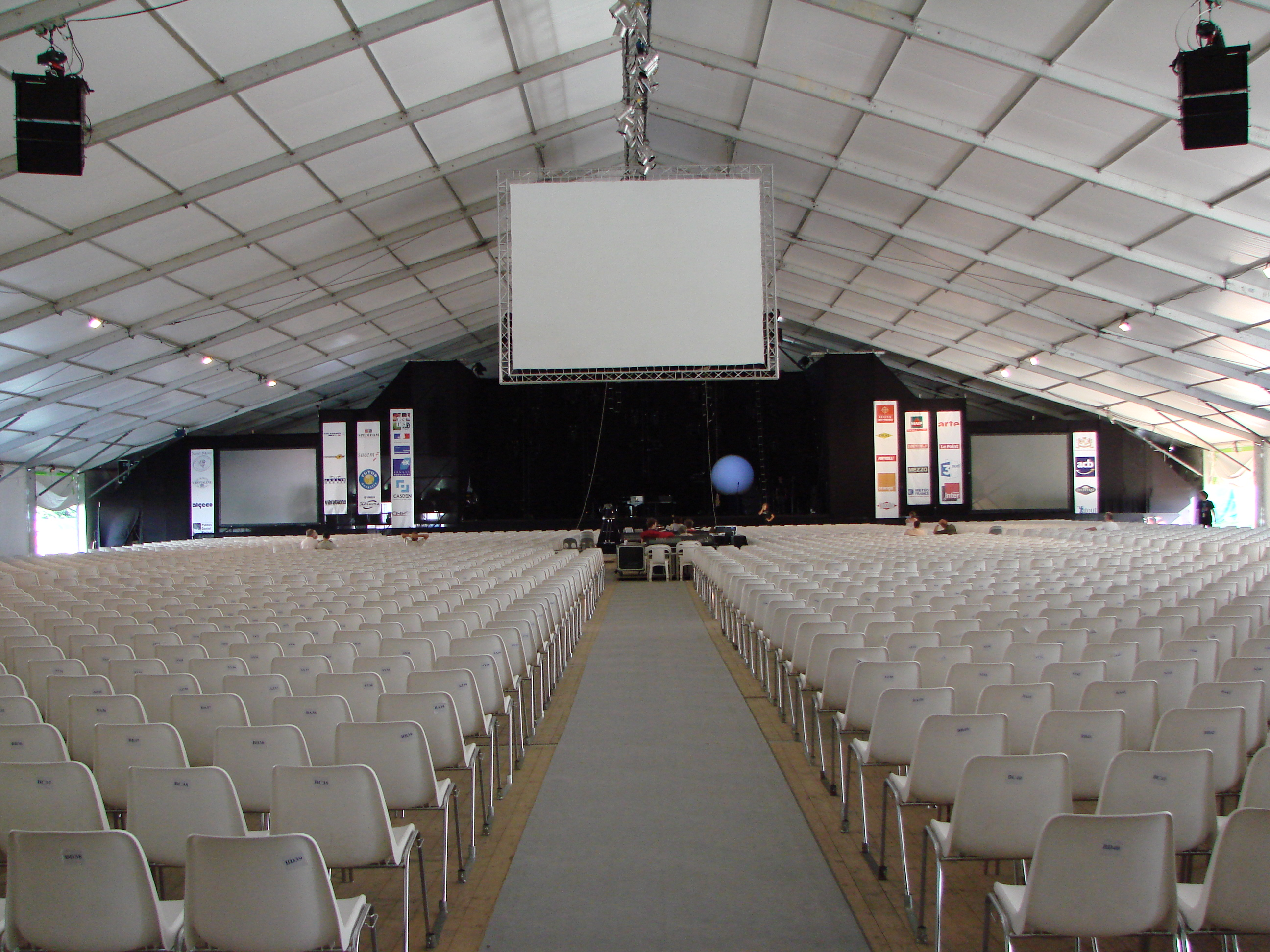
Salle de spectacle 2008 du festival in
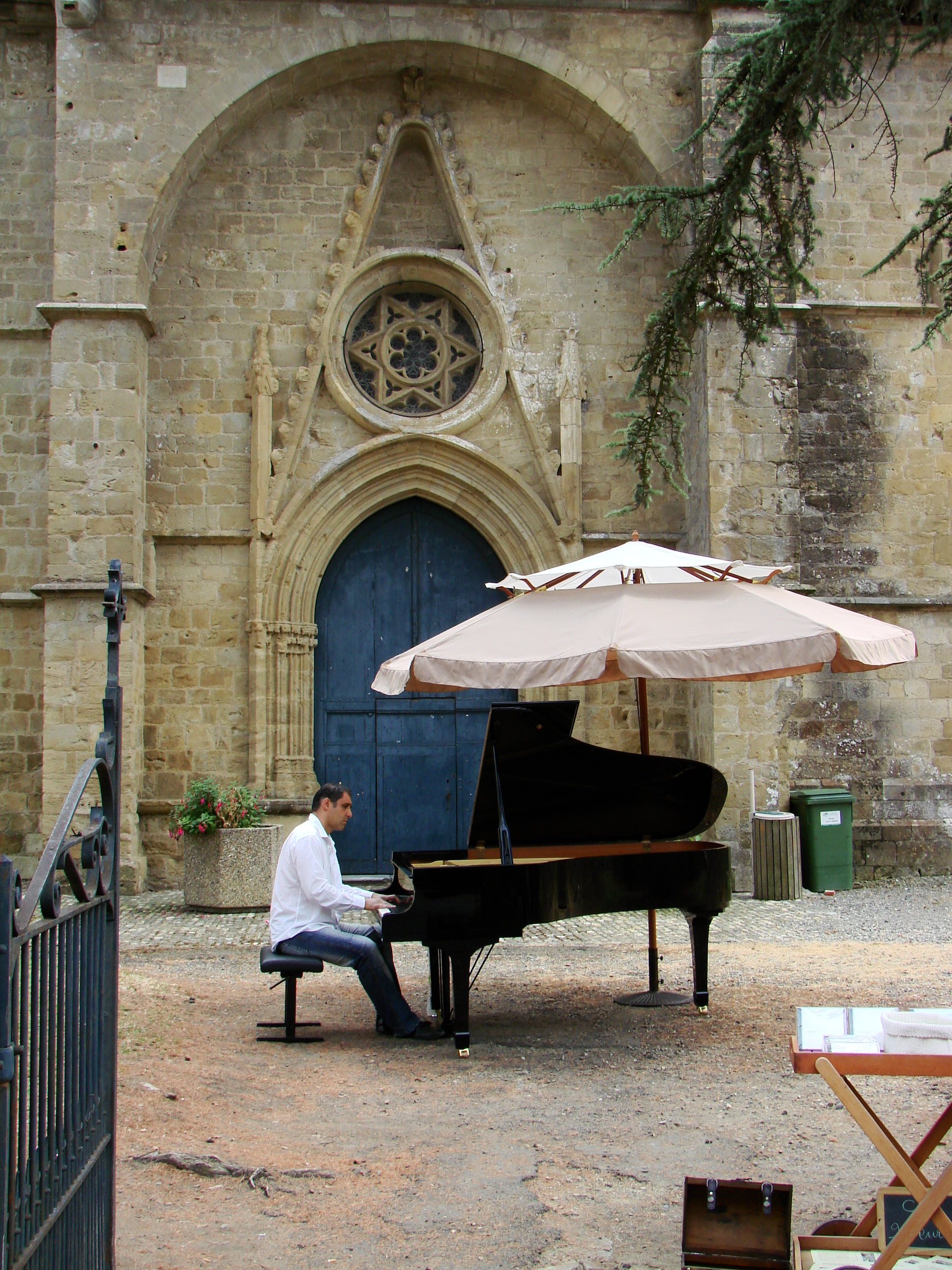
Concert de piano dans le jardin de l'église.
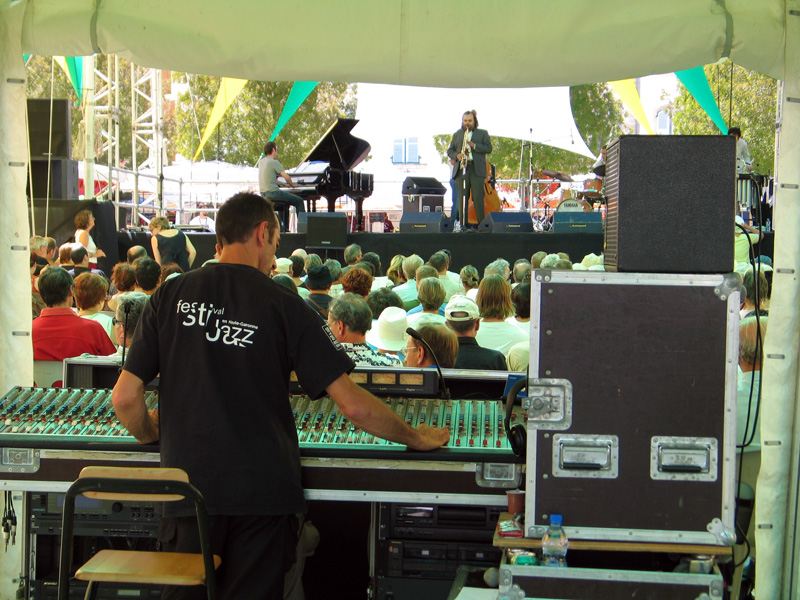
Festival off 2005.
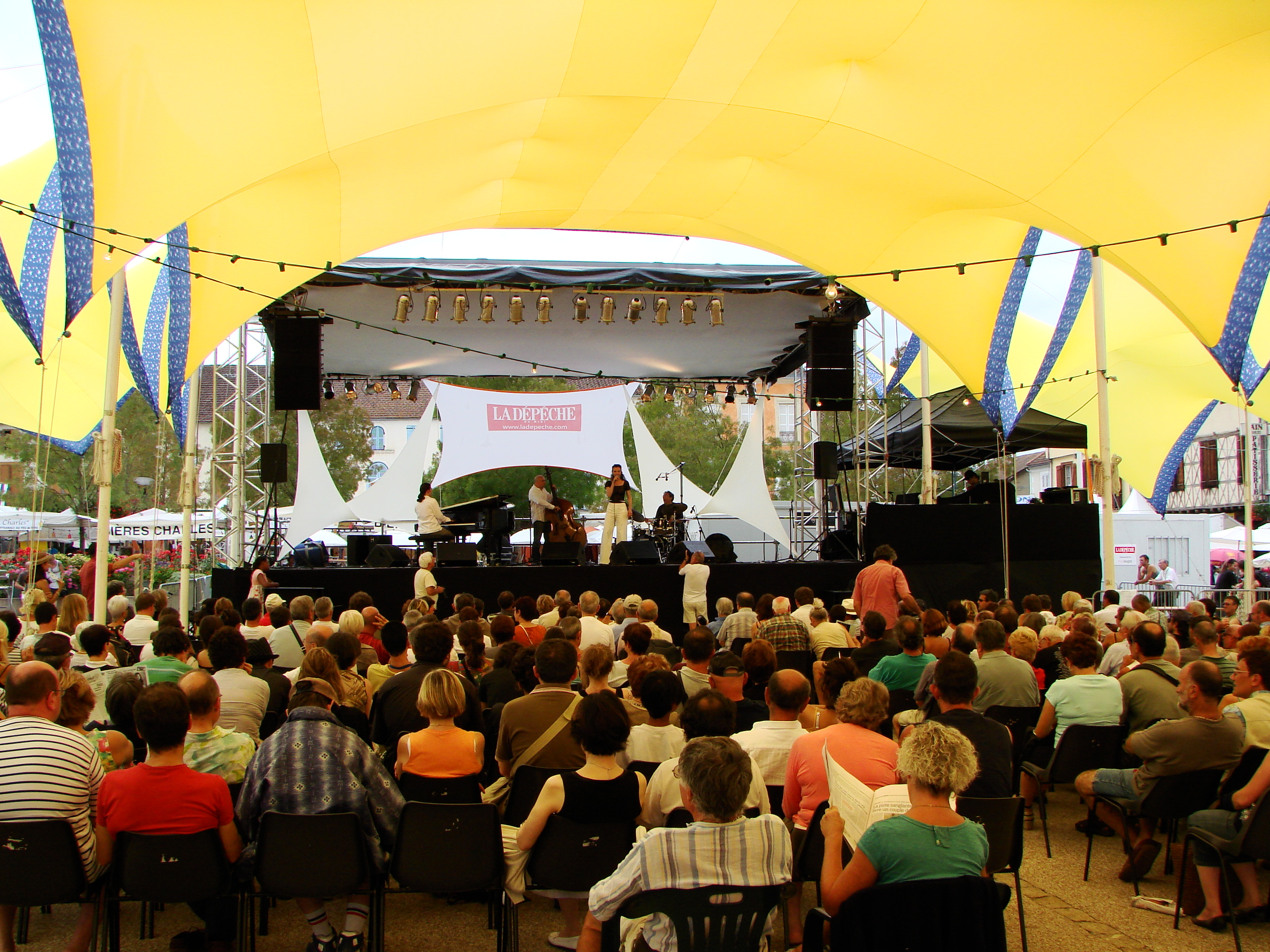
Festival off 2008.
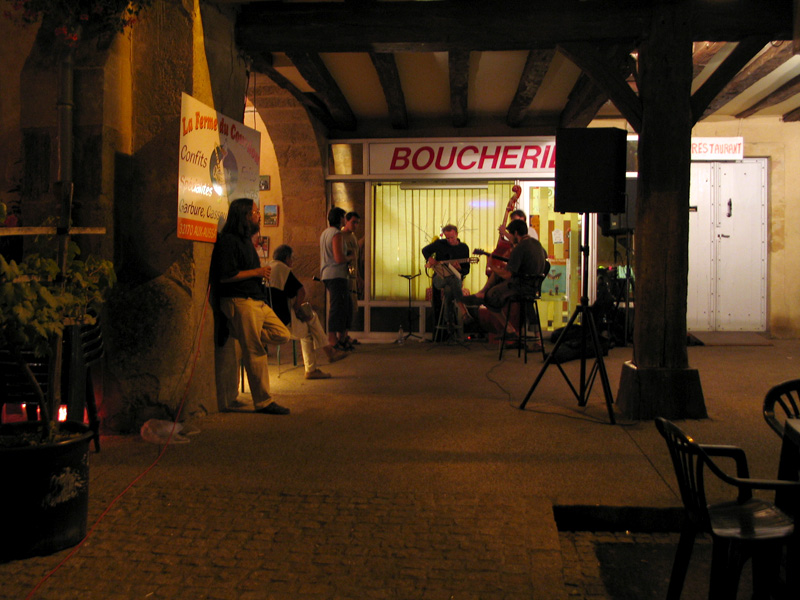
Le soir surtout, de mini-concerts s'organisent spontanément en marge du festival.